# Tadeusz Dulny

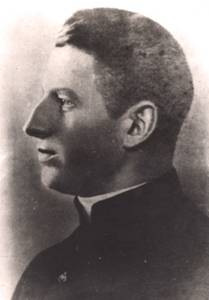
Tadeusz Dulny

De zalige Tadeusz Dulny (Krzczonowice, 8 augustus 1914 - Dachau, 7 augustus 1942) was een Pools seminarist uit Święty Krzyż. Hij ging naar het seminarie van Włocławek, maar werd door de Duitsers in 1939 opgepakt en belandde in het concentratiekamp van Dachau, waar hij in augustus 1942 het leven liet.
Dulny werd in 1999 zalig verklaard door paus Johannes Paulus II als een der Poolse martelaren van de Tweede Wereldoorlog. Zijn feestdag is op 7 augustus.